# Крест Военной мобилизации (1939—1945)
Крест Военной мобилизации (нидерл. Mobilisatie-Oorlogskruis) — голландская медаль за службу во время Второй мировой войны.

## Описание
Крест был учреждён 11 августа 1948 года королевским указом Вильгельмины. К числу лиц, имеющих право на награждение, относились военнослужащие, прослужившие не менее шести месяцев в период с 6 апреля 1939 по 20 мая 1940 года. Однако также могли быть награждены невоенные служащие или люди, не прослужившие полные шесть месяцев, если они выполняли боевые задания для королевства.
1 декабря 1992 года первоначальный королевский указ утратил силу.

## Известные кавалеры
- Тед Мейнс[англ.][4]
- Труус Менгер-Оверштеген[англ.][5]
- Фредди Оверстиген[англ.][5]
- Адриан Паулен[англ.][4]
- Годфрид ван Ворст тот Ворст[англ.]
- Генри Винкельман